# Manoir Vigneron
Le manoir Vigneron est un édifice situé sur le territoire de la commune de Honfleur dans le département français du Calvados.

## Localisation
Le monument est situé dans le département français du Calvados, à Honfleur.

## Histoire
Le manoir est daté de la fin du XVIe siècle.
L'édifice fait l'objet d'un classement comme monument historique depuis le 28 septembre 1932.
Il abrite le musée d'ethnographie fondé à la fin du XIXe siècle.

## Architecture
La maison est bâtie selon la technique à pans de bois et possède un encorbellement. Le portail de l'édifice servait d'accès à la prison. 